# Vieuzos
Vieuzos település Franciaországban, Hautes-Pyrénées megyében. Lakosainak száma 49 fő (2022. január 1.). Vieuzos Betpouy, Caubous, Cizos, Sabarros és Tournous-Devant községekkel határos.

## Népesség
A település népessége az elmúlt években az alábbi módon változott:
| Lakosok száma | 54   | 49   | 47   | 44   | 42   | 40   | 43   | 46   | 49   |
|               | 2013 | 2015 | 2016 | 2017 | 2018 | 2019 | 2020 | 2021 | 2022 |